# Comuna Velîkîi Iabluneț, Iemilciîne
Velîkîi Iabluneț (în ucraineană Великояблунецька сільська рада) este o comună în raionul Iemilciîne, regiunea Jîtomîr, Ucraina, formată din satele Malîi Iabluneț, Nepiznanîci, Stari Nepiznanîci, Velîkîi Iabluneț (reședința) și Virivka.

## Demografie
Componența lingvistică a comunei Velîkîi Iabluneț
     Ucraineană (99,31%)
     Alte limbi (0,69%)
Conform recensământului din 2001, majoritatea populației comunei Velîkîi Iabluneț era vorbitoare de ucraineană (99,31%), existând în minoritate și vorbitori de alte limbi.